# Скуби-Ду и нашествие инопланетян
«Скуби-Ду и нашествие инопланетян» (другое название «Скуби-Ду! Захватчики-инопланетяне»; англ. Scooby-Doo & The Alien Invaders) — полнометражный рисованный анимационный фильм 2000 года.
Мультфильм посвящён памяти голосу Дафны Блейк — Мэри Кэй Бергман — в конечных титрах написано: «In Loving Memory of Mary Kay Bergman» (с англ. — «В память о Мэри Кэй Бергман»). За несколько месяцев до выхода «Нашествия инопланетян» в прокат, актриса покончила жизнь самоубийством.

## Сюжет
Шэгги и Скуби-Ду в компании друзей — Велмы, Дафны и Фреда — отправились в путешествие на автомобиле. Посреди каменистой пустыни над ними завис странный аппарат, похожий на летающую тарелку, из-за чего их автомобиль налетел на огромный кактус. По стечению обстоятельств, авария произошла неподалёку от станции слежения за сигналами из космоса. Оказывается, эта местность давно пользовалась в округе плохой репутацией, а рассказы об инопланетянах, время от времени похищавших людей, стали неотъемлемой частью местного фольклора. Друзья, как обычно, принялись расследовать загадочные происшествия. Они сумели разоблачить тех, кто, изображая из себя пришельцев, добывал золото в местных подземных пещерах. А затем встретились с настоящими инопланетянами, которые прилетели посмотреть: кто с Земли посылает радиосигналы в космос. Что касается Шэгги, то он влюбился в девушку-инопланетянку (а Скуби-Ду — в её собаку).

## Озвучивание
- Скотт Иннес — Скуби-Ду / Шэгги
- Мэри Кей Бергман — Дафна
- Фрэнк Уэлкер — Фред
- Б.Дж. Уорд — Велма
- Джефф Глен Беннетт — Лестер
- Дженнифер Хейл — Дотти
- Марк Хэмилл — Стив
- Кэнди Мило — Кристал / Амбер
- Кевин Майкл Ричардсон — Макс
- Нил Росс — Серджио
- Аудрэ Василевски — Лаура

## Отзывы
Блейк Куниш из DVD Talk написал, что этот мультфильм является «в значительной степени классическим эпизодом „Скуби-Ду“», который удлинили до 71 минуты. Майк Брукс из Mana Pop дал картине 6 баллов из 10 и посчитал, что она не была такой выдающийся, как «Скуби-Ду на острове мертвецов» или «Скуби-Ду и призрак ведьмы». Рецензент из Sci-Fi Movie Page поставил мультфильму 2,5 звезды из 4 и написал, что это «фильм для детей и не тот, который вы можете смотреть с ними».